# A világ második legjobb gitárosa
A világ második legjobb gitárosa (eredeti cím: Sweet and Lowdown)  1999-es amerikai filmvígjáték, melyet Woody Allen írt és rendezett. A főbb szerepekben Sean Penn, Samantha Morton, Uma Thurman és Anthony LaPaglia látható.
A film pozitív kritikákat kapott, Pennt és Mortont Oscar-díjra jelölték alakításáért.

## Rövid történet
A film az 1930-as években élt, kitalált jazzgitáros, Emmet Ray (Sean Penn) történetét meséli el, áldokumentumfilmes eszközökkel.

## Cselekmény
Emmet Ray (Sean Penn) egy 1930-as évekbeli, némiképp ismertté vált jazzgitáros, aki később rejtélyes módon eltűnt a nyilvánosság elől. Bár tehetséges zenész volt, magánéletében sikertelen volt. Tékozló szoknyavadász volt, alkoholizmusa miatt gyakran késett előadásairól, és úgy vélte, a szerelem tönkretenné zenei pályafutását. Kedvelt hobbija volt patkányokra lövöldözni a szemétlerakónál. Ray bálványozta Django Reinhardt-ot, jelenlétében rosszullét kerülgette, de úgy tartotta, Django után ő a világ második legjobb gitárosa.
Egy dupla randin Ray megismerkedett Hattie-vel (Samantha Morton), egy néma mosónővel. A kezdeti kommunikációs problémák ellenére később komoly és szeretetteljes kapcsolat alakul ki közöttük. Amikor Ray Hollywoodba utazik, ahol egy kisebb filmben zenél, Hattie is vele tart. Egy rendező felfedezi, és rövid színészi karrierbe kezd. Ray azonban meg van győződve arról, hogy egy nagy zenész nem kötheti le magát egyetlen nővel, ezért megszökik. Hirtelen elhatározásból feleségül veszi a nála magasabb társadalmi státuszú Blanche Williams-t (Uma Thurman). Blanche azonban csak az alsóbb osztályok iránti kíváncsisága, és írói munkájához való inspiráció miatt van vele.
Amikor Blanche megcsalja egy gengszterrel, Ray elhagyja, és felkeresi Hattie-t. Abban bízik, hogy visszafogadja, de felfedezi, hogy már házas, és két gyermeke van. Később egy randin dühöngve összeomlik, és rádöbben, hogy hibázott. Gitárját egy oszlophoz csapkodva szétveri. A dokumentumfilmes kommentár megjegyzi, hogy Ray utolsó művei legendás színvonalúak voltak, végre elérték Reinhardt-éit.

## Háttér
Allen már a 70-es években tervezett egy filmet, amely egy 30-as évekbeli jazzgitárosról szólna, de terveit stúdiója, a United Artists nem fogadta lelkesedéssel. 1998-ban azonban visszatért ötletéhez.
Emmet Ray szerepét eredetileg Allen maga szerette volna játszani, de végül mégis Sean Penn mellett döntött. Rajta kívül még Johnny Depp neve merült fel. Allen később azt nyilatkozta, jól tette, hogy Penn mellett döntött.
A filmet New Yorkban, és New Jerseyben forgatták.
A film zenéjét Dick Hyman szerezte, míg Howard Alden játszotta a gitárszólókat. Alden volt az is, aki felkészítette Pennt a film gitározós jeleneteire.

## Szereplők
| Színész          | Szerep           | Magyar hang      |
| ---------------- | ---------------- | ---------------- |
| Sean Penn        | Emmet Ray        | Kaszás Attila    |
| Samantha Morton  | Hattie           | néma szerep      |
| Anthony LaPaglia | Al Torrio        | Reviczky Gábor   |
| Uma Thurman      | Blanche Williams | Für Anikó        |
| James Urbaniak   | Henry            |                  |
| John Waters      | Mr. Haynes       | Horányi László   |
| Gretchen Mol     | Ellie            | Urbán Andrea     |
| Denis O'Hare     | Jake             | Beratin Gábor    |
| Molly Price      | Ann              | Makay Andrea     |
| Brian Markinson  | Bill Shields     | Gyabronka József |
| Tony Darrow      | Ben              | Csuha Lajos      |
| Daniel Okrent    | A.J. Pickman     | Kajtár Róbert    |
| Brad Garrett     | Joe Bedloe       | Horányi László   |
| Woody Allen      | önmaga           | Kern András      |
| Ben Duncan       | önmaga           | Bognár Tamás     |
| Nat Hentoff      | önmaga           | Palóczy Frigyes  |
| Douglas McGrath  | önmaga           | Holl Nándor      |
| Kaili Vernoff    | Gracie           | Schell Judit     |

## Fogadtatás

### Díjak
A filmben nyújtott alakításáért Sean Pennt, és Samantha Mortont Oscar-díjra jelölték. Morton jelölésének különlegessége, hogy egyetlen sornyi szöveg nélkül érte el.

## Fordítás
- Ez a szócikk részben vagy egészben  a   Sweet and Lowdown című angol Wikipédia-szócikk ezen változatának fordításán alapul.  Az eredeti cikk szerkesztőit annak laptörténete sorolja fel. Ez a jelzés csupán a megfogalmazás eredetét és a szerzői jogokat jelzi, nem szolgál a cikkben szereplő információk forrásmegjelöléseként.